# Batutut
El Batutut o Ujit o Người rừng, a veces también conocido como "gente del bosque", es un homínido críptido, similar a Pie Grande, se cree que habita la reserva natural Vũ Quang  y otras áreas inhóspitasde Vietnam, Laos y el norte de Borneo.
El Vũ Quang ha sido la fuente de un número de mamíferos recientemente descubiertos por el Dr. John MacKinnon. Mackinnon afirma haber observado rastros por primera vez en 1970 que lo llevaron a creer que un homínido similar al Meganthropus habitaba allí (en cambio, el criptozoologo Loren Coleman cree que el Batutut es una población superviviente de Homo erectus o Neanderthales.). El libro publicado en 1975 por el Dr. Mackinnon En la búsqueda Del Simio Rojo describe sus experiencias y hallazgos.  Un avistamiento en 1947 por un colonizador francés se refiere al animal como un  L'Homme Sauvage (hombre salvaje).  Los académicos vietnamitas se refieren al animal como el Người Rừng ("hombre de bosque").
Es descrito como midiendo aproximadamente 1.8m (6ft) alto y cubierto de cabello a excepción de las rodillas, las suelas de los pies, las manos, y la cara.   Las gamas de color de su cabello varían de gris a marrón y negro. La criatura camina en dos piernas y ha sido reportado en  solitario como en grupos pequeños. La criatura es más a menudo vista recolectando comida desde frutas y hojas a langures e incluso zorros voladores.
En Borneo, los testigos lo describen de cuatro pies de alto y muy agresivo, ocasionalmente matando humanos y arrancando sus hígados.

## Avistamientos durante la Guerra de Vietnam
En su libro Very Crazy G.I. - Extrañas pero ciertas Historias de la Guerra de Vietnam, Kregg P. J. Jorgenson relata un avistamiento de tal criatura por un equipo de soldados de EE. UU. Los hombres se refirieron a él como "Simio de las rocas" reportándolo como pequeño en estatura, aproximadamente 5 de pies alto y teniendo un tono rojizo en su piel.
Dos Người Rừngs se dice fueron capturados por los miembros de una tribu cercana a la  provincia Đắk Lắk en 1971. En 1974 un general vietnamita del norte, Hoang Minh Thao, pidió una expedición para encontrar evidencia de las criaturas, pero fue infructuosa.

## Huellas
Un profesor Tran Hong Viet de la Universidad Pedagógica de Hanói, un investigador de los Người Rừng, informao en 1982 haber encontrando huellas similares a las de MacKinnon en 1970, midiendo 28x16 cm., del cual hizo moldes. Él estaba haciendo un extenso inventario de recursos naturales post-guerra, y mientras recogía los especímenes cercanos en Chu Mo Ray en el  Distrito Sa Thầy, encontró las huellas. Una foto del molde fue publicada más tarde por el  Fortean News of the World (Sociedad Forteana Japonesa de la Información).
En la 5.ª premier del show del canal Syfy Destination Truth, el anfitrión Josh Gates y su equipo van a Vietnam en búsqueda del Batutut. Gates entrevista a un primatologo local, Vu Ngoc Thanh, y examina su molde de una huella. Más tarde en el Parque Nacional Phong Nha-Kẻ Bàng, el equipo de Gates encuentra varias huellas humanoides y hacen moldes las cuales llevan de vuelta a EE. UU. y son examinados por renombrado investigador del Pie Grande, el antropólogo Jeffrey Meldrum. Meldrum llamó al molde  "un descubrimiento significativo" y una de las mejores piezas de evidencia vistas.